# براقش
بَراقِش أو باسمها القديم يثل (بخط المسند: ) مدينة أثرية قديمة، تعد العاصمة الدينية لمملكة معين، وتؤرخ ببداية الألف الأول قبل الميلاد، أعاد السبئيون بناء سورها في القرن الخامس قبل الميلاد، وشهدت عصرها الذهبي في القرن الرابع قبل الميلاد عندما اتخذها المعينيين عاصمة لهم. وبقيت يثل العاصمة الدينية لمملكة معين بعد تغير العاصمة إلى قرناو. وقد ذكر استرابو اسم هذه المدينة من بين المدن التي نزلها القائد الروماني أيليوس غالوس خلال حملته العسكرية على اليمن بين العامين 24 و25 ق.م.

## التاريخ والآثار

### التاريخ
سيطر السبئيون على المدينة نفسها في القرن السادس قبل الميلاد. وجاء ذكرها في نقش المكرب يثع أمر وتر، في إشارة إلى تمرد في المدينة. وكانت مملكة معين محطة مهمة على طريق البخور. كانت مدينة يثل القديمة محاطة بسور يبلغ ارتفاعه 14 مترًا، ولا يزال الكثير منه مرئيًا حتى يومنا هذا، وله 57 برجًا وبوابتان.
استولى الرومان على المدينة خلال حكم أغسطس. لكنهم سؤعان ما غادروا بسبب المرض وشح المياه. مر الجيش الروماني بقيادة إيليوس غاليوس، وفقًا لسترابو وكاسيوس ديو، بأوامر من أغسطس لقمع القبائل في الشمال. وعُثر هناك على قبر لفارس روماني يدعى كورنيليوس.

### الآثار
ورد ذكر المدينة في عدد من نقوش المعابد المكتوبة باللغة المعينية في أنحاء جنوب الجزيرة العربية. واكتشف فريق من علماء الآثار الإيطاليين مؤخراً معبداً سقفه سليما، ويحتوي المعبد عدداً من الطاولات الحجرية أو المذابح مع رؤوس الثيران في كل طرف. ومع ذلك، يعتقد أنه كان ملاذاً لإله الشفاء. ونقب الإيطاليون  في الموقع من عام 1989 إلى عام 1990 ومن عام 2003 إلى عام 2007.

### آثار الحرب على الموقع
في عام 2015، تم الإبلاغ عن تعرض المدينة للتدمير الشديد عندما قصف الجيش السعودي بدعم من الولايات المتحدة وبريطانيا الموقع حيث كانت تستخدمه قوات الحوثيين.